# Хорватський домобран (Буенос-Айрес)
Хорватський домобран (хорв. Hrvatski domobran) — хорватська емігрантська газета, близька до руху усташів. Виходила як тижневик і як інформаційний бюлетень однойменної організації, аргентинське відділення якої було саме тоді засновано. Прагнула залучати хорватських емігрантів в Аргентині та інших країнах до лав усташів.

## Історія
Часопис започаткував доктор Бранимир Єлич під час своїх відвідин Аргентини в червні 1931 року. У передовиці першого числа, яке означено «рік II, номер 1, 12 червня 1931 року», пояснюється, що це продовження загребського видання «Хорватський домобран» з 1928 року.
Газета видавалася до осені 1944 року. 

## Редактори
- Бранимир Єлич (від числа 1, 12 червня 1931 — до числа 42, 26 березня 1932)[2]
- Бранимир Єлич і Анте Валента (з номера 43, 2 квітня 1932 року — до номера 45, 16 квітня 1932 року)[2]
- Анте Валента (від числа 46, 23 квітня 1932 р. — до вересня 1934 р.)[2]
- Златко Фрайсман Шалкович (з вересня 1934 по травень 1935)[2]
- Анте Валента та Златко Фрайсман Шалкович (з травня 1935 до 28 вересня 1944)[2]